# Apollon (Formule 1)
Apollon was een Formule 1 team uit Zwitserland. Het team nam deel aan één Grand Prix maar wist zich hiervoor niet te kwalificeren. Het team is opgericht door autocoureur Loris Kessel.